# 李旺陽事件
李旺陽事件是指中國湖南省六四民運勞工維權人士李旺陽在可疑情況下死亡事件，但官方報告表示他為自殺。
李旺陽因支持八九民運囚禁累積計達22年。刑滿出獄後，2012年5月22日在朋友幫助下脫離了監視，接受香港有線新聞中國組記者林建誠訪問相關六四民運。訪問在該年6月2日播出，當地公安部國內安全保衛局亦加強了對李旺陽的監控。6月6日，胞妹李旺玲到訪發現他已死亡，情況可疑，他也沒有留下遺書。當局6月8日進行了屍檢，報告的結論是自殺。6月9日李旺陽的遺體被當局沒有親人的許可下在邵陽市殯儀館強行火化。他的親戚和朋友質疑李旺陽是「被自殺」，引起國內和外地關注。6月10日，成千上萬的人在香港上街遊行。6月中旬，因香港和其他的關注，北京下令刑事調查。湖南省委書記周強在2012年7月30日表示李旺陽死於自殺，證據確鑿；各界的人士仍然認為李旺陽的死疑點重重。
從李旺陽的死亡起，妹妹李旺玲和妹夫趙寶珠夫妻卻被嚴密監控。湖南省公安廳公佈李旺陽死因調查報告宣稱他是自殺後，李旺玲夫婦仍是失蹤狀態。記者繼續搜索他們的踪跡，最終九月初，他們被《明報》記者發現。他們接受採訪時堅持從來沒有同意屍檢，火化或自殺的判決，可是在當局的監督下回答問題他們要求「過去的事就不要再提了！」記者調查期間被當地公安在旅館扣留44小時，新聞界對香港記者受到威脅表示不滿。

## 李旺陽生平
李旺陽（1950年11月12日－2012年6月6日），中華人民共和國湖南省邵陽市大祥區滑石新村人，1966年至1988年先後在邵陽市陶瓷廠、玻璃廠、水泥廠附屬加工廠當工人。李旺陽是中國獨立工會最早的活動分子，中國的工運領袖。李旺陽在1983年就組織了「邵陽市工人互助會」。1989年李旺陽於邵陽組織工人自治參與六四事件，後因「反革命宣傳煽動罪」而被判入獄13年（1989年－2000年6月8日），至2001年再被判處顛覆國家政權罪，囚禁10年（2001年5月6日─2011年5月5日），累積計達22年，是六四事件被囚禁時間最長的政治犯之一。2012年6月4日獲全美中國學生學者自治聯合會頒發自由精神獎。6月6日早凌晨4点，在湖南邵陽市一間醫院被其親屬發現身亡，死因成疑，現葬於市內的大山嶺陵園。

### 首次入獄
李旺陽是湖南邵陽市玻璃廠工人，他在北京時受到西單民主牆的薰陶，對民主主義產生共鳴，並於1983年成立工人互助會，創辦《資江民報》。
在八九民運中，他出任邵陽市工自聯主席，聲援學運。當民運被中國人民解放軍鎮壓後，他舉辦了六四死難者追悼會，後被指「反革命份子」，犯上反革命組織罪，於6月9日被捕，原被判10年監禁，他在庭上抗辯：
「遊行示威、言論自由是憲法賦予人民的權利，我既沒有罪，也沒有錯。…中國工人已經覺醒了！……這個政府已經走到了人民的對立面。」

他最後被加刑至13年，初於邵陽市瀧溪監獄（湖南省第六監獄）服刑，後改囚沅江監獄（湖南省第一監獄），接著往岳陽勞改農場勞改。
他原在1996年6月因患多種病症而獲保外就醫，但鄧小平在1997年逝世，中國當局怕他以此機會號召平反六四，撤銷了他的保外就醫，於2月重囚沅江監獄。服刑期間，他堅持原則，拒絕當權者的說法，受盡酷刑對待，疾病也得不到治療，絕食抗議但遭獄方撬掉左側牙齒強迫進食。李旺陽在監獄的情況可由他接受香港有線電視台訪問時可見一斑：「監獄裡面鐵匠打的那種土銬子，比手腕還小，銬不進去，用鉗子來使勁夾，等於是用鉗子在夾骨頭，他使勁的一鉗，我頭就發昏，眼睛就不看見了。」他被囚於闊1米，長2米，高1.6米，有如棺材大小的囚牢不下二十次，囚牢只有一個取飯洞和一個排泄洞，沒有燈光和被褥，內部環境惡劣，虱子、蒼蠅滿佈，他只能或坐或臥，為時最短1個月，最長3個月。受到如斯虐待，李旺陽於2000年已經患嚴重心臟病、甲狀腺亢進、左眼失明、頸椎及腰椎病、雙耳接近失聰，活動能力大減，因病重而減刑兩年，於該年6月8日出獄。

### 再次入獄
李旺陽出獄後，身體不能自理，由其妹妹李旺玲和妹夫趙寶珠夫妻照顧，他仍加入了中國民主黨。民主黨人秦永敏亦呼籲海內外民運人士幫助貧病交迫的李旺陽，他在居住地受到嚴密監控，與他同時期放監的異見人士張京生打算探望李旺陽，在路途上被捕，並行政拘留十五日，湖南當局警告所有民運人士，誰探望李旺陽就抓捕誰。在此期間，邵陽市以找不到李旺陽檔案為由，拒發退休養老金，只發300元「低保」。李旺陽的家人亦遭受逼害，他的妹夫趙寶珠被無理解僱，因著他們是重點打擊對象，他們的居所被發展商強行清拆，不作賠償，使他們至今仍居無定所。
由於多年的虐待，他的身高由1.82米萎縮至1.73米，2001年1月5日向當地政府發信，揚言一週不送他去醫院，便向國際社會尋求人道援助，政府就範，但李旺陽一花光慈善組織捐助醫藥費後，醫院竟又停止治療。李旺陽認為中國政府用酷刑對待他，令至他身體殘障有不可推卸的責任，理應賠償損失，故聯合其他湖南民運人士絕食抗議，共絕食22日，他的妹妹李旺玲接受《美國之音》、《自由亞洲電台》訪問，被湖南當局判以三年勞改。5月6日他於大祥醫院再次被刑事拘留，6月7日被捕，四天後被控煽動顛覆國家政權罪，9月11日，邵陽市中級法院將他判處10年徒刑，剝奪政治權利4年，重囚沅江監獄。

### 釋放和死亡

家人提供的死亡现场照片，死者左手搭在窗口衣架上。

家人提供的死亡现场照片，死者双脚半曲着地。

2011年5月5日，李旺陽刑滿出獄，他的病情惡化，雙耳已經完全失聰，只能抬回家中，其後轉往大祥醫院接受治療。妹妹李旺玲每天煮兩頓飯，跋涉七公里路去醫院照顧他。海內外民運人士捐款給他醫病，但銀行戶口卻無理被封，聯繫為李旺陽治療的醫生也因為公安阻撓而不能成行。
2012年5月22日，在李旺陽朋友幫助下，他脫離了監視，接受香港有線新聞台中國組記者林建誠訪問，由於失明失聰，只能靠手掌心寫字才明白，訪問中他表示，希望天安門母親運動的丁子霖堅持下去：
|  | 丁子霖教授，是一位偉大的母親，二十多年來她每一天都在為天安門事件的平反而呼號、呼籲、吶喊，不愧為天安門母親的稱號，我希望她能堅持到平反的那一天。六四事件必須平反，死難烈士的靈魂，應該得到安息。 |

談到自己因投身民運而被摧殘的身體，他表示不後悔：
|  | 國家興亡，匹夫有責，為了國家早日進入民主社會，為了中國早日實現多黨制，我就是砍頭，我也不回頭！ |

訪問在2012年6月2日播出，引起海外關注，當地公安部國內安全保衛局（「國保」）亦加強了對李旺陽的監控。6月4日，李旺陽獲全美中國學生學者自治聯合會頒發自由精神獎。
6月6日，李旺玲收到大祥區人民醫院通知李旺陽自殺，當她趕到時，發現他伏屍窗邊，頸項綁着白繩，白繩則綁着窗口，但他的雙腳着地、手搭在窗上，而房間遺物仍維持原狀，他也沒有留下遺書。李旺玲擁屍大哭，他的朋友只來得及拍了兩張半身屍體照片，來不及照全身照片，就被公安趕走。公安進行拍照後，便強行移走屍體。

## 死後各界反應

### 李旺陽親友
趙寶珠接受法國國際廣播電台訪問時，質疑李旺陽不是「自殺」，首先發現遺體的李旺陽家屬提供給傳媒的兩幅照片都顯示李旺陽的死亡超出常態，有大量疑點。李旺陽的家屬和朋友家屬在訪問中表示他沒有輕生念頭，有意醫治失聰的耳朵，而且他在獄中22年來堅強對抗當權者的虐待，從不屈服，所以他們判定李旺陽是被謀殺。
《明報》報導，李旺陽的朋友和家人對法警介入遺體勘察表達不滿，經過交涉警方口頭同意家屬查驗遺體，家屬在廣州聘請律師作公證人，由第三方查驗遺體。但李旺玲和趙寶珠卻被嚴密監控，他們居住的賓館不得外人進入，想見他們的人亦遭驅逐，電話也打不通。千名維權人士聯署要求徹查真相，與李旺陽同屬中國民主黨湖南省委員會的維權人士周志榮成立「李旺陽被自殺真相調查委員會」，調查真相始末。安徽異見人士張林因在網上悼念李旺陽遭公安至電威脅：「少去關注李旺陽，否則後果不可預料！」而無錫的異見人士華春輝被約談時，公安恐嚇：「看到李旺陽之死受到啟發，已經給他設計了幾種比李旺陽更奇特的死法……」李旺陽的靈堂設在家人暫住的賓館內，五、六名公安於6月7日往賓館向他的家人施壓，說李旺陽是自殺的，要他們簽字火化，李旺玲堅決拒絕：「我不會簽字！對哥哥的死我還在質疑。」李旺陽朋友朱承志到靈堂悼念後，當局將他軟禁家中。
2012年6月9日，有傳李旺陽的遺體已於早上9時40分左右，被當局在邵陽市殯儀館強行火化。他的親朋，包括他的妹妹，妹夫等，仍被嚴密監控，不能與外界接觸。殯儀館職員宣稱受到政府指令火化，現場有人大代表和政協委員監察，全程得到家屬簽同意書批准。而李旺陽朋友，「李旺陽被自殺真相調查委員會」發起人周志榮被公安逮捕。根據《蘋果日報》引述消息來源報導，邵陽市公安局國保支隊隊長趙魯湘是李旺陽之死的嫌疑人之一，李旺陽朋友黃麗紅表示親眼見趙魯湘迫李旺玲簽字。

### 中国政府
湖南省公安廳公佈李旺陽死因調查報告宣稱他是自殺，之後，被軟禁的李旺陽親友被迫簽署同意文件後陸續釋放，唯獨李旺玲夫婦仍是失蹤狀態。湖南省委書記周強在2012年7月30日首次回應事件時表示，李旺陽是自殺的，證據確鑿，強調“湖南公民中没有人对这个事件提出过任何质疑”，而李旺陽家屬接受「自殺結論」。

### 香港記者林建誠
負責訪問李旺陽之香港有線電視台中國組記者林建誠驚聞惡耗，心情激動：「這根本是暗殺，如果不滿意採訪可以殺我，不要殺他，不要殺沒有還手之力的人！」他對李旺陽認識不深，皆因林建誠認識他的朋友才接觸到李旺陽。林建誠形容李旺陽是「真正英雄中的英雄」，表示他思維清晰，無悔平反六四：「雖然相處時間很短，但我很同情、也很欣賞這個硬漢，看到他被摧殘，我也不禁落淚。」林建誠與李旺玲通電話中雙雙痛哭，他認為採訪李旺陽，才會招至當權者的報復，對自己間接導致李旺陽被殺而非常內疚。

### 香港民主派

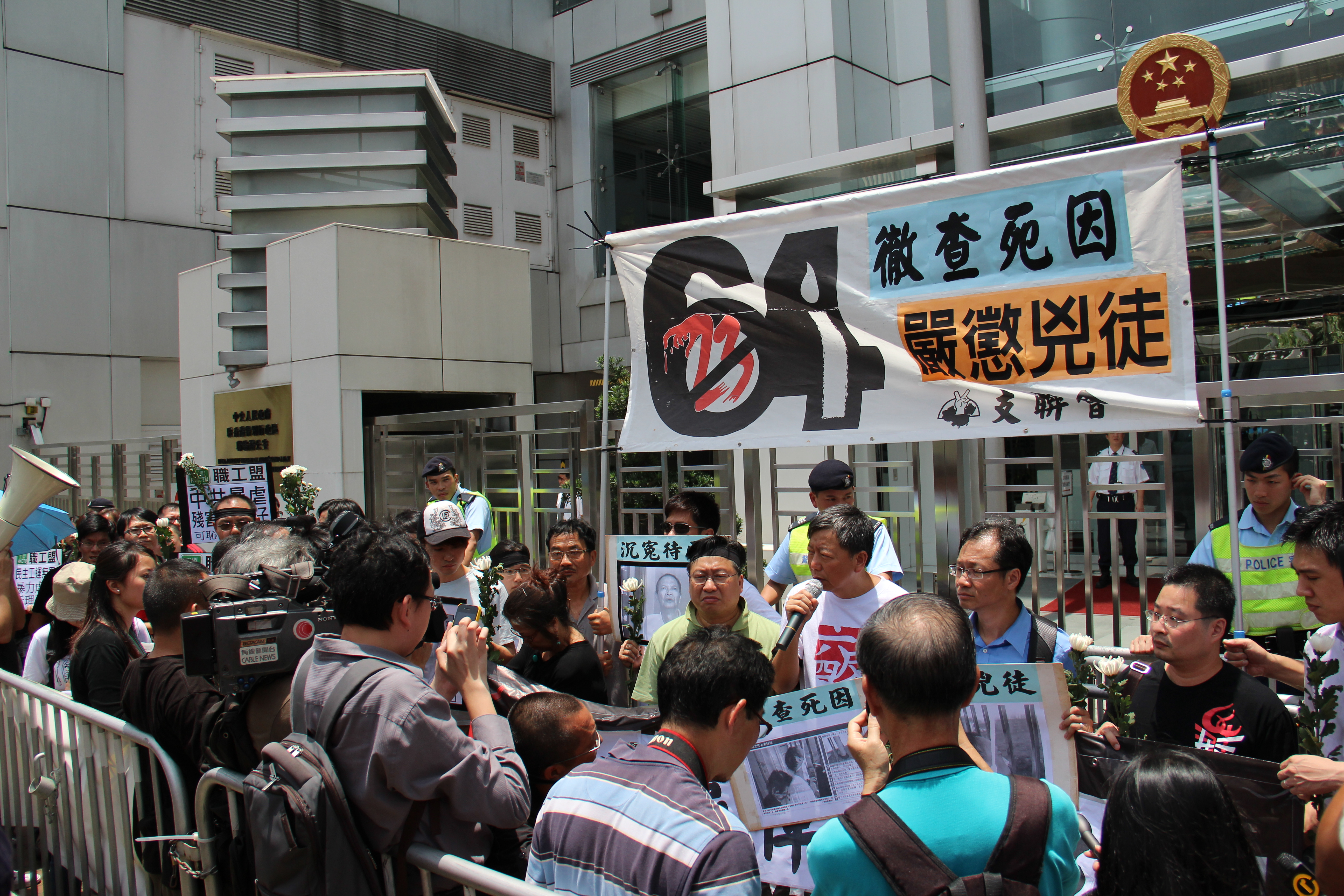
6月7日舉行抗議李旺陽之死的民眾聚集在中聯辦門前。

李旺陽之死引起香港輿論譁然和公憤，尤其事件發生在六四事件23週年不久，《蘋果日報》和《明報》作頭版報導，支聯會主席李卓人認為死因可疑，斷沒有可能在公安重重監視下自縊。他展示兩張現場照片，其一李旺陽雙腳沒有離地，其二是他頸部繫上紗布，但方位卻可疑，公安強行移走屍體亦懷疑想毀屍滅跡。支聯會、職工盟、城大關注組、學聯等團體前往中聯辦抗議公安無法無天，和為李旺陽之死默哀。社民连的「长毛」梁国雄表示，一定会在七一十五周年当天狙击預定訪港的中共總書記胡锦涛，要求他停止包庇杀害李旺阳的凶手，并交代李旺阳死亡真相。
社民連於中聯辦門外設置李旺陽的靈堂，但一度遭聲稱附近居民的兩名男子破壞，破壞者被警方逮捕。民陣在6月10日舉行「聲討屠夫政權」遊行，要求中聯辦說出事件真相，有25,000人參加。
2013年3月，支联会主席李卓人对范徐丽泰解释此事件性质时控诉范徐丽泰“冷血”、“百分之百是江青，扭曲事实，无视侵犯法治的行为。李旺阳事件涉及酷刑、被杀，以及李旺阳家人被失踪或拘留，全部都是法治问题，如果你没有得到家属同意就火化尸体，这样难道还不是法治问题？支联会将去信联合国人权委员会，指斥北京就李旺阳事件回覆委员会的说法有违事实，希望委员会继续关注。”

### 香港建制派
建制派方面，港區人大代表田北辰、劉健儀及何鍾泰同意李旺陽之死有重重疑點，會去信人大常委要求徹查事件。但同樣是港區人大代表的黃國健卻表示每天都有很多類似案件，要求查清每件事是不可能，葉國謙原本表示不會就李旺陽之死行動，但數日後表示和民建聯主席譚耀宗商量過後，改變主意，向有關當局發信要求跟進。全國政協委員劉夢熊表示李旺陽之死可能涉及謀殺，因維穩而消滅一個人的生命，根本沒有人權可言。
2013年3月，香港全国人大常委范徐丽泰解释此事说：“这不是一个法治的问题，李旺阳事件其实跟最高人民法院没什么特别关系，是当时一件……当地一件医疗上的事故，由公安处理，所以我不知道为何会跟法院有关。其实内地人，根本没有什么人知道李旺阳事情，就算知道的，都不会觉得有什么重要性。”

### 香港政府
食物及衛生局局長周一嶽是首個評論李旺陽之死的香港政府高級官員，他從醫學的角度推斷，表示李旺陽之死有不少疑點：「他是一個嚴重殘疾的人士，嚴重殘疾的人士要想自殺都不是那麼容易。」他又推斷：「如果任何人為了犧牲自己做一些驚天動地的事，他一定會留下一番他想說的話。」。
候任香港行政長官梁振英表示對李旺陽之死有個人感受，但不作公開表態，但他出席街工論壇時，與同場人士一同為李旺陽默哀，但在之後的一天表示自己只為死人默哀。
保安局局長李少光表示：「事件不離事實，終會水落石出。」他理解香港人對李旺陽之死的感受。香港行政長官曾蔭權在立法會問答大會中表示認同李旺陽之死有疑點，已經向中央政府反映。教育局局長孫明揚則表示，綁著李旺陽的繩索方向有問題，他的死有很多疑點。

## 後續

### 二人涉顛覆罪被捕
最早發現李旺陽疑「自殺」的李旺陽好友朱承志，因將在現場拍攝的圖片和視頻發布互聯網，質疑官方調查結果，於李旺陽遺體火化當天被警方帶走，要求簽署不再關注李旺陽死因的保證書。由於拒絕簽字，他被以「擾亂社會治安」的罪名行政拘留十日。6月18日，朱承志拘留期滿，當天再遭邵陽市公安当局以「問題還沒查清楚」為由拘留，關押在市看守所。7月25日被公安拘捕，目前羈押在邵陽市看守所。逮捕通知書上有邵陽市公安局印章，但並無簽署辦案人名字。當局仍然禁止他與家人見面及由家屬自聘律師。朱承志被以“煽動顛覆國家政權罪”逮捕。
6月20日，維權人士肖勇，也因為關注李旺陽事件被判勞教一年半。

### 明報訪問
香港《明報》兩名記者9月初到邵陽訪問其失踪數週的妹妹李旺玲和妹夫趙寶珠。夫婦两人證實在李旺陽的死因調查過程中，從未參與驗屍報告、解剖報告等，也沒有在判定為「自殺」的驗屍報導上簽字同意。趙寶珠還說他沒有聽說過「聯合調查報告」的結論。報導引述過後趙寶珠在監視下回答記者有關事件的提問，神色緊張僅地反复說“過去的事就不要再提了”。《明報》記者調查期間被當地公安在旅館扣留44小時。受到嚴密監控，熟睡裡也多次被吵醒盤問。新聞行政人員協會主席趙應春說是非常過分及罕有，認為「情況嚴重並且很離譜」。《明報》表示此行為「嚴重侵犯記者的人身安全和採訪自由，嚴重損害香港的新聞自由，本報強烈抗議並予以譴責」。工聯會新當選的立法會議員陳婉嫻表示死因有需要進一步調查；劉健儀再次去信國務院總理溫家寶，要求中央政府介入，確保新聞工作者採訪自由，把案件查到水落石出。
李旺玲和趙寶珠受訪之后，他夫妇被加大监控以及再次失踪，直到年前得以获得短暂自由，2013年春节过后又再次失踪（被监控在旅馆以及被旅游）直到2013年7月4日仍然了无音讯，由于关注李旺陽事件大概有几十上百人次的邵阳公民被监控在旅馆或家里，被喝茶，被旅游等。上述非法事件以李旺陽事件后的两个月内，9月5日之后到中共十八大开完会左右，從2013年5月底到6月10日左右三个时间段最为集中。2013年6月2日，两个衡阳网友黄勇华、魏贤力在邵阳祭拜铁汉李旺陽被拘留。

### 雕像紀念
2018年6月6日，李旺阳雕像落成典礼在“自由雕塑公园”举行，雕像连底座高6米，用时3个月完成。陈维明在雕像落成典礼上接受记者电话采访表示，他特别敬佩铮铮民运铁汉李旺阳的“宁愿杀头也不回头”的精神。他说：“就是因为他这种执着，为追求中国的自由、民主和宪政献出了生命。李旺阳砍头不回头的精神十分值得我们学习的，我希望他的塑像激励更多的人们起来反对专制统治。”
陈维明接着讲述他创作李旺阳雕像的艺术构思，他说：“我在构思的时候当然要体现出他引颈高歌，不怕被杀戮。他手上的链条象征着专制，他那种不屈的形象立在苍穹之下，但他并不孤单。我希望通过这个塑像告诉中国爱好自由的人们，一个李旺阳倒下去，千万个李旺阳像这个雕塑一样站立起来，李旺阳就像一盏明灯，照耀我们前进。”李旺陽妹妹李旺玲原定親身赴美参加李旺陽雕像落成典典禮，被中方禁止出境，她只好透過社交媒體拍下片段，向國內外的朋友及香港同胞等表示感謝。
2022年，法国贝济耶市也树立了李旺阳半身铜像。

## 外部連結
- 工運領袖被囚廿多年受盡折磨 - 香港有線寬頻
- YouTube上的六四廿三年何時解結--李旺陽專訪（第二節） [永久]
- 李旺陽悼念頁的Facebook專頁